# Sinobdella longitubulus
Sinobdella longitubulus — вид костистих риб родини хоботорилих (Mastacembelidae) ряду цілозяброподібних (Synbranchiformes). Описаний у 2024 році.

## Поширення
Ендемік Китаю. Поширений у басейні Чжуцзян (дельта річки Сіцзян) в Гуансі-Чжуанському автономному районі.

## Назва
Видова назва longitubulus походить від латинських слів «longus» (= довгий) і «tubulus» (= труба), що вказує на дві трубкоподібні видозмінені ніздрі.

## Опис
Тіло завдовжки до 15 см. Sinobdella longitubulus чітко відрізняється від однорідного виду Sinobdella sinensis тим, що має більш-менш біло-коричневий сітчастий візерунок (на відміну від багатьох темно-коричневих вертикальних смуг з дуже вузькими світло-жовтими проміжками) на боці, дві трубчасті передні ніздрі, довші або рівні (проти коротші за) ростральний відросток, анальний плавник, сильно поцяткований темно-коричневими мітками та білими плямами та має вузький білий дистальний край (проти чорного з відносно широким світло-білим дистальним краєм).